# Diocesi di Rožňava
La diocesi di Rožňava (in latino Dioecesis Rosnaviensis) è una sede della Chiesa cattolica in Slovacchia suffraganea dell'arcidiocesi di Košice. Nel 2022 contava 207.240 battezzati su 372.687 abitanti. È retta dal vescovo Stanislav Stolárik.
Patrono principale della diocesi è san Giovanni Nepomuceno.

## Territorio
La diocesi comprende la parte occidentale della regione di Košice e la parte orientale della regione di Banská Bystrica.
Sede vescovile è la città di Rožňava, dove si trova la cattedrale dell'Assunzione di Maria Vergine.
Il territorio è suddiviso in 113 parrocchie, raggruppate in 8 decanati: Brezno, Rožňava, Hron, Novohrad, Muráň, Malohont, Spiš, Jasovsko - Turniansky.

## Storia
La diocesi è stata eretta il 13 marzo 1776 con la bolla Apostolatus officii di papa Pio VI, ricavandone il territorio dall'arcidiocesi di Esztergom, di cui era originariamente suffraganea.
Il 7 maggio 1787 cedette nove parrocchie di rito bizantino all'eparchia di Mukačevo.
Il 9 agosto 1804 entrò a far parte della provincia ecclesiastica dell'arcidiocesi di Eger.
Il 2 settembre 1937 per effetto della bolla Ad ecclesiastici di papa Pio XI divenne una diocesi immediatamente soggetta alla Santa Sede. La porzione del suo territorio che cadeva sotto territorio ungherese fu eretta in amministrazione apostolica e affidata all'arcivescovo di Esztergom Jusztinián György Serédi.
In seguito al primo arbitrato di Vienna del 2 novembre 1938 e ai cambiamenti dei confini politici tra Cecoslovacchia e Ungheria, la diocesi di Rožňava si trovò ad essere quasi tutta in territorio ungherese. Il 19 luglio 1939 con la bolla Dioecesium fines di papa Pio XII l'amministrazione apostolica fu soppressa e le sue parrocchie vennero reintegrate nella diocesi, che tornò a essere suffraganea dell'arcidiocesi di Eger. Dopo 19 anni di sede vacante fu nominato il 19 luglio 1939 un nuovo vescovo, Michal Bubnič. Per le poche parrocchie rimaste in territorio slovacco fu eretta una nuova amministrazione apostolica, di cui continuò ad essere amministratore Jozef Čársky.
Il 30 dicembre 1977 entrò a far parte della provincia ecclesiastica dell'arcidiocesi di Trnava. Ha nuovamente cambiato provincia ecclesiastica il 31 marzo 1995, con l'elevazione di Košice a sede metropolitana.
Il 14 febbraio 2008 si è ampliata incorporando il decanato di Brezno, che fino ad allora era appartenuto alla diocesi di Banská Bystrica.

## Cronotassi dei vescovi
Si omettono i periodi di sede vacante non superiori ai 2 anni o non storicamente accertati.
- Anton Révay † (16 settembre 1776 - 18 settembre 1780 nominato vescovo di Nitra)
- Anton Andrássy † (18 settembre 1780 - 12 o 16 novembre 1799 deceduto)
- František Szányi † (23 dicembre 1801 - 1810 deceduto)
  - Sede vacante (1810-1814)
- Ladislav Eszterházy † (26 settembre 1814 - 11 settembre 1824 deceduto)
- František Lajčák † (1825 - 17 settembre 1827 nominato vescovo di Gran Varadino)
- Ján Krstiteľ Scitovský † (21 gennaio 1828 - 18 febbraio 1839 nominato vescovo di Pécs)
- Dominik Zichy † (14 dicembre 1840 - 23 maggio 1842 nominato vescovo di Veszprém)
  - Sede vacante (1842-1845)
- Vojtech Bartakovič † (20 gennaio 1845 - 30 settembre 1850 nominato arcivescovo di Eger)
- Štefan Kollárčik † (30 settembre 1850 - 18 luglio 1869 deceduto)
  - Sede vacante (1869-1872)
- Juraj Schopper † (17 gennaio 1872 - 10 aprile 1895 deceduto)
- Ján Ivánkovič † (3 dicembre 1896 - 5 ottobre 1904 dimesso[3])
- Lajos Balás † (17 ottobre 1905 - 18 settembre 1920 deceduto)
  - Sede vacante (1920-1939)
  - Jozef Čársky (30 marzo 1925 - 12 novembre 1925 nominato amministratore apostolico di Košice) (amministratore apostolico)
- Michal Bubnič † (19 luglio 1939[4] - 22 febbraio 1945 deceduto)
  - Sede vacante (1945-1990)
  - Robert Pobožný † (25 luglio 1949 - 9 giugno 1972 deceduto) (amministratore apostolico)
- Eduard Kojnok † (14 febbraio 1990 - 27 dicembre 2008 ritirato)
- Vladimír Filo † (27 dicembre 2008 - 21 marzo 2015 ritirato)
- Stanislav Stolárik, dal 21 marzo 2015

## Statistiche
La diocesi nel 2022 su una popolazione di 372.687 persone contava 207.240 battezzati, corrispondenti al 55,6% del totale.
| anno | popolazione | popolazione | popolazione | presbiteri | presbiteri | presbiteri | presbiteri                | diaconi | religiosi | religiosi | parrocchie |
| anno | battezzati  | totale      | %           | numero     | secolari   | regolari   | battezzati per presbitero | diaconi | uomini    | donne     | parrocchie |
| ---- | ----------- | ----------- | ----------- | ---------- | ---------- | ---------- | ------------------------- | ------- | --------- | --------- | ---------- |
| 1949 | 167.338     | 313.695     | 53,3        | 136        | 115        | 21         | 1.230                     |         | 28        | 192       | 88         |
| 1969 | 206.924     | 331.174     | 62,5        | 89         | 81         | 8          | 2.324                     |         | 8         | 173       | 81         |
| 1980 | 205.744     | 356.905     | 57,6        | 86         | 74         | 12         | 2.392                     |         | 12        | 138       | 87         |
| 1990 | 183.533     | 328.144     | 55,9        | 89         | 79         | 10         | 2.062                     |         | 10        | 80        | 87         |
| 1999 | 171.620     | 338.750     | 50,7        | 127        | 94         | 33         | 1.351                     |         | 53        | 134       | 92         |
| 2000 | 172.950     | 341.100     | 50,7        | 131        | 94         | 37         | 1.320                     |         | 56        | 138       | 93         |
| 2001 | 173.644     | 342.159     | 50,7        | 120        | 83         | 37         | 1.447                     |         | 57        | 98        | 94         |
| 2002 | 197.737     | 350.981     | 56,3        | 122        | 82         | 40         | 1.620                     |         | 64        | 121       | 94         |
| 2003 | 198.910     | 351.836     | 56,5        | 125        | 81         | 44         | 1.591                     |         | 68        | 114       | 94         |
| 2004 | 199.175     | 343.352     | 58,0        | 143        | 96         | 47         | 1.392                     |         | 53        | 112       | 94         |
| 2010 | 227.511     | 390.177     | 58,3        | 153        | 132        | 21         | 1.487                     |         | 26        | 72        | 111        |
| 2014 | 205.431     | 390.584     | 52,6        | 120        | 97         | 23         | 1.711                     | 1       | 23        | 72        | 112        |
| 2017 | 205.792     | 385.929     | 53,3        | 119        | 96         | 23         | 1.729                     | 1       | 24        | 63        | 113        |
| 2020 | 208.768     | 377.949     | 55,2        | 121        | 98         | 23         | 1.725                     | 1       | 29        | 70        | 113        |
| 2022 | 207.240     | 372.687     | 55,6        | 120        | 95         | 25         | 1.727                     | 1       | 32        | 69        | 113        |